# Вивика Рай
Вивика Рай (на английски: Vivica Rayy) е американска порнографска актриса и модел. Дебютира като актриса в порнографската индустрия през 2005 г.

## Биография
Вивика Рай е родена на 19 май 1983 година в Нигерия. През 1997 година се премества да живее в щата Джорджия, САЩ.
През 2003 година позира за JaTawny Vision Photography. През 2005 година основава собствена компания, на име Vivica Rayy Inc. Productions.